# NGC 7411
NGC 7411 (другие обозначения — PGC 69974, UGC 12241, MCG 3-58-10, ZWG 453.20, NPM1G +19.0557) — эллиптическая галактика (E) в созвездии Пегас.
Этот объект входит в число перечисленных в оригинальной редакции «Нового общего каталога».